# Paolo Mercorelli
Paolo Mercorelli (* 25. Mai 1963 in Matelica) ist ein italienischer Ingenieur und Universitätsprofessor. Er ist seit 2012 Inhaber der W3-Professur und des Lehrstuhls für Regelungs- und Antriebstechnik an der Leuphana Universität Lüneburg.

## Leben
Paolo Mercorelli wuchs in Castiglione d’Orcia (Italien) auf und besuchte von 1977 bis 1982 das Gymnasium Antonio da San Gallo in Montepulciano (Italien). Anschließend studierte er an der Universität Florenz den Diplomstudiengang Elektronik. Diesen schloss er 1992 ab und erhielt den Grad eines Diplom-Ingenieurs. Im Folgenden war er von 1992 bis 1993 selbstständiger Entwicklungsingenieur im Feld von elektrischen und hydraulischen Anlagen. 1994 trat er dem „X Zyklus“ Doktorprogram im Gebiet Systems Engineering an der Universität Bologna bei. Er arbeitete als wissenschaftlicher Mitarbeiter innerhalb dieses Projekts an der Universität Siena (Italien) und der University of California, Santa Barbara. Er arbeitete in Santa Barbara ein Jahr unter der Leitung von Brad Paden am Thema „Advanced Geometric Control Techniques for Mechanical Systems“, zu dem er 1998 an der Universität Bologna auch promoviert wurde.
Von der Europäischen Kommission erhielt Paolo Mercorelli 1998 ein Forschungsstipendium im Rahmen des Marie-Skłodowska-Curie-Maßnahmen-Programms. Damit werden europäische Doktoranden und Postdocs gefördert, die außerhalb ihres Heimatlands forschen möchten. Es handelt sich dabei gleichzeitig um eine der begehrtesten und renommiertesten Auszeichnungen der EU für interdisziplinäre Forschung und internationale Kollaboration. Innerhalb dieses Programmes hat er von 1998 bis 2001 als wissenschaftlicher Mitarbeiter bei ABB in Heidelberg gearbeitet und danach bis 2005 als Leiter der Regelungstechniksgruppe am IAI (Institut für Automatisierung und Informatik) in Wernigerode. Während der Zeit in Heidelberg führte er erstmals bei ABB Softwarestrukturen auf Basis von Wavelet-Paket zur Fehlerdetektion und Fehlerkorrekturverfahren ein und entwickelte, unter Verwendung dieser Wavelet-Paket-Transformation, industrielle Trading Software.
Er wurde 2005 als Professor für Prozessinformatik an die Ostfalia Hochschule für angewandte Wissenschaften in Wolfsburg berufen, wo er verschiedene Projekte mit dem Forschungszentrum der Volkswagen AG durchgeführt hat. 2009 hat er einen Ruf der German University in Kairo als Lehrstuhlinhaber für Mechatronik erhalten, den er ablehnte, um in Deutschland zu bleiben. 2011 wurde ihm der Lehrstuhl in System Dynamics der Villanova University (Pennsylvania, USA) angeboten, den er aus dem gleichen Grund ebenfalls ablehnte. 2012 wurde er für den Lehrstuhl für Regelungs- und Antriebstechnik der Leuphana Universität Lüneburg zum Professor berufen. Er ist seit Wintersemester 2017/2018 Visiting Professor Fellowship at institute of Automatic Control of Lodz University of Technology (Poland). Er ist verantwortlicher für den Kurs „Modelling of Industrial Control Systems“ und für den Kurs „Modeling Methods of Analog Circuits“ am Master Course in Automatic Control and Robotics.
Derzeit (Stand: April 2025) arbeitet Paolo Mercorelli unter anderem mit Harald Aschemann von der Universität Rostock zusammen. Er hat bisher drei Patente im Bezug auf Wavelet-Packetstrukturen, die in die Control Platform der ecktzeiten inferentiellen Systemidentifikation durch ein Eingebettetes System von ABB Zürich implementiert wurden, angemeldet.
Weiterhin erhielt er 2013 und 2014 zwei Best Presentation Awards; einen bei der Annual Conference of the IEEE Industrial Electronics Society (IECON) in Wien und einen bei der IECON 2014 in Dallas. Außerdem erhielt er 2014 im Rahmen der IEEE International Conference on Control, Decision and Information Technology, die in Metz, Frankreich stattfand, den Best Paper Award in Control. 2017, 2019, 2020 und 2023 erhielt weitere fünf Best Paper Awards: Während der 18th IEEE International Carpathian Control Conference (2017) in Sinaia (Rumänien), Federated Conference in Computer Science and Information Systems (FEDCSIS-2019) in Dresden (Deutschland), 15th European Workshop on Advanced Control and Diagnosis, ACD 2019 in Bologna (Italien), 21nd IEEE International Carpathian Control Conference (2020), in Tuke (Slowakei), 27th International Conference on System Theory, Control and Computing, ICSTCC 2023, in Timisoara (Rumänien), 50th Annual Conference of the IEEE Industrial Electronics Society (IECON) 2024 in Chicago (USA). 
Seit 2019 führt er die Liste von World’s Top 2% Scientists aus Elsevier Database gekennzeichnet von Stanford University.
Er leitete Online-Kurse an der Arkansas University at Fayetteville (USA) im Sommersemester 2020, National Public Research Wright University in Dayton (USA) im Sommersemester 2020, Nevada University at Las Vegas, Reno (USA) im Sommersemester 2020, Kentucky Universität, Kentucky, (USA) im Sommersemester 2023, Chandigarh Universität (Indien) im Sommersemester 2023 und University of North Caroline at Wilmington, (USA) im Sommersemester 2025.
Seit Wintersemester 2024/2025 Visiting Professor an der Technische Universität Lublin (Poland) of Technology und verantwortlich für den Kurs „Control Systems“ und „Trends in Identificaion: Kalman Filters“. Er hielt zahlreiche internationale Vorträge in Form von Plenar- und Keynote-Speeches auf internationalen Konferenzen.